# 李立遵
李立遵（？—？），又名李遵，藏名郢成蔺逋叱。一说为于阗（今新疆和田）人，北宋时期吐蕃宗哥城（今青海省海东市平安区）的僧人。
李立遵原出家为僧，后还俗。利用佛教号召民众，招附邻近部落。听说河州（今甘肃省临夏市）大首领耸昌斯均控制吐蕃赞普后人唃厮啰，于是联结邈川（湟州治所，今青海省海东市乐都区）大酋温逋奇，将唃厮啰劫持至廓州（今青海化隆县群科），拥立唃厮啰为主，尊为赞普。李立遵将两个女儿嫁给唃厮啰，自称论逋（宰相），独揽大权。不久，将王城迁到经济比较发达的宗哥城。利用佛子唃厮啰为旗帜招徕部众，势力日强，拥兵六，七万。注意发展与四邻关系，北联甘州回鹘，东依宋朝，以巩固大首领地位。宋真宗大中祥符八年（1015年）二月，向北宋贡马，受宋真宗厚赐。九月，向宋朝表示要讨西夏以自效。他贪婪残暴，肆意杀戮，国人不附，与唃厮啰矛盾益深。次年，李立遵威及河湟，想要取代唃厮啰，李立遵要求宋朝封他为赞普，宋朝拒绝，只命他为保顺军节度使。九月，率众三万人攻袭秦州（今甘肃省天水市）。三都谷（今甘谷县）之战中李立遵败于北宋曹玮。唃厮啰对他也十分不满，趁机离开李立遵。宋仁宗天圣三年（1025年）正月，曾独自向泾原路总管司乞俸钱。后事失载。